# Sport en Chine
Introduit en Chine à la fin du XIXe siècle par les puissances européennes, le concept moderne de sport et ses pratiques compétitives font aujourd'hui partie de la culture populaire chinoise, en république populaire comme à Taïwan. Si quelques sports occidentaux comme le football, le tennis de table et le basket-ball y sont aujourd'hui très pratiqués, d'autres pratiques physiques dites « traditionnelles » restent populaires, tels que les arts martiaux ou les gymnastiques de santé.
La Chine s'est notamment illustré à partir de 1984 aux Jeux olympiques. D'après ses résultats sportifs, la Chine est actuellement la deuxième nation au monde, derrière les États-Unis.

## Histoire

### Jeux, arts et exercices physiques traditionnels

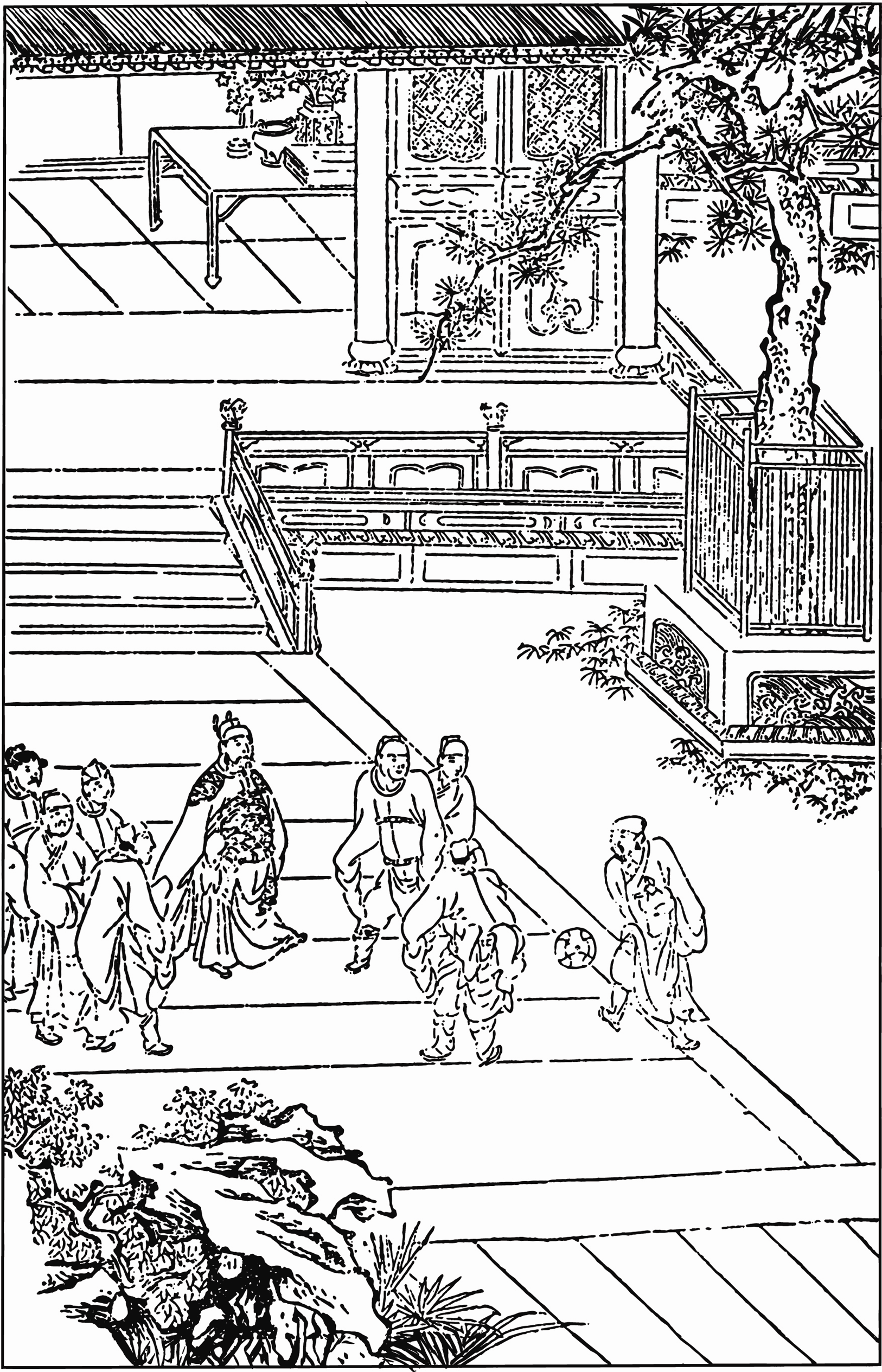
Serviteurs jouant avec un ballon (cuju). Illustration du.

De nombreux jeux et activités physiques font partie de l'ancienne culture chinoise : les arts de l'archerie ou de la conduite de chariots mis à avant par le confucianisme, des jeux de ballon inclus dans l'entrainement militaire, des jeux aristocratiques, des démonstrations de techniques militaires (tel les démonstrations de shou bo au IIIe siècle avant notre ère).
D'anciennes gymnastiques et exercices respiratoires sont également pratiquées depuis des siècles, inspirés par des principes taoïstes, tel le qi gong.
Au moins dès le XVIe – XVIIe siècle, de nouvelles pratiques martiales s'établissent en tant que « systèmes » de combat à main nue, avec une ambition de développement physique et spirituel plutôt que d'efficacité militaire.

### Importation du sport moderne à la fin duXIXesiècle

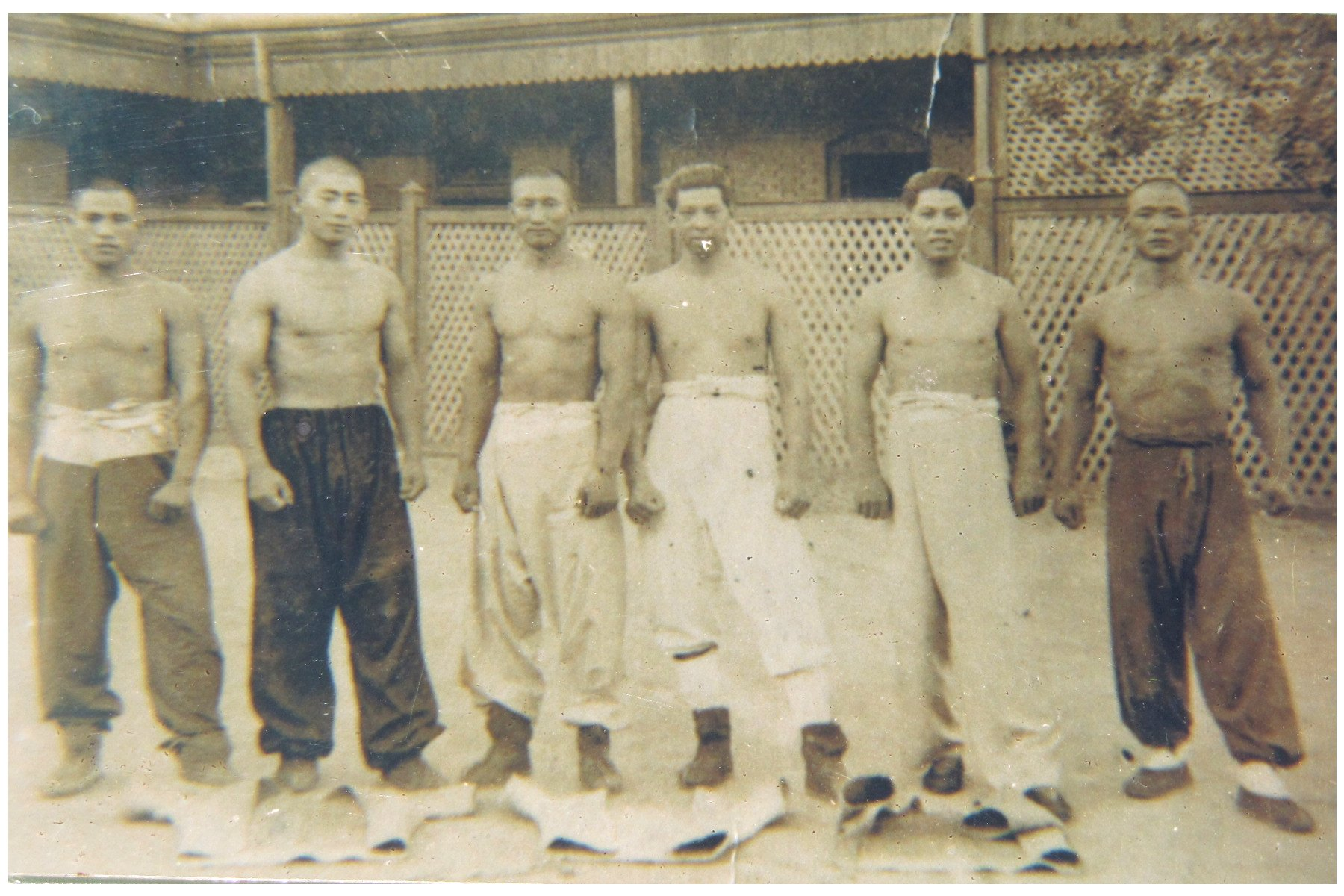
Six experts de lutte chinoise, lors d'une compétition à Tianjin en 1936

« Peut-être n’existe-t-il rien que font les Chinois qui ne diffère plus de leurs amis Occidentaux que le sport. Les chinois ne comprendront jamais pourquoi on s’y rassemble par milliers juste pour voir un jeu. »
— Wu Tingfang, 1914
À la fin du XIXe siècle, sous la dynastie Qing, les puissances colonisatrices européennes introduisent le sport (au sens anglo-saxon) dans leurs écoles en Chine ou dans les académies militaires. Dans les grandes villes où s'exercent l'influence occidentale, le concept de sport apparait. Ce concept est traduit en chinois par les termes 体育 / 體育, tǐyù, « éducation physique » (1895) et 体操 / 體操, tǐcāo, « gymnastique ».
La pratique sportive se popularise au début du XXe, suivis de la création d'associations sportives chinoises et de la première compétition nationale en 1910.
L'Empire, puis à partir de 1912 la République tentent de limiter cette influence culturelle étrangère, en adaptant et favorisant des activités physiques d'origine chinoise. L'enseignement public des arts martiaux chinois est par exemple encouragé, ces arts étant considérés comme un moyen de promouvoir la fierté patriotique et de renforcer la nation. Dans cette « invention » d'une pratique sportive historique, deux termes (encore d'usage actuel) apparaissent vers 1910 : 古代体操, gǔdài tǐyù, « sport ancien » et 国操 guócāo tiyu « sport traditionnel/national ».

### Dans la république populaire de Chine
« Développer l’éducation physique et le sport, renforcer les qualités physiques du peuple. »
— Mao Zedong, 10 juin 1952. Slogan affiché dans la plupart des écoles, stades et gymnases.
Peu après la création de la république populaire de Chine en 1949, les dirigeants communistes chinois s'intéressent aux sports comme moyen d'améliorer « la qualité physique du peuple », de le rendre plus productif, et comme moyen de « faire briller la nation ». Il s'agit notamment d'en finir avec l’image d'une Chine « homme malade de l'Asie ». Dès 1952, le maréchal He Long, nommé par le comité central à la tête de la Commission nationale chargée des sports, regroupe les meilleurs sportifs de la Chine afin de participer aux compétitions internationales. 
À cette époque, les dirigeants de la république populaire de Chine espèrent que le Comité international olympique (CIO) reconnaîtra la délégation de la RPC comme seule délégation autorisée à représenter « la Chine ».
Cette quête de victoires en compétition internationale pour « l'honneur de la nation » qui se manifeste également par la naissance d'un réseau structuré d'équipes provinciales, de villes et d'écoles de sport se heurte à une position défavorable du CIO qui ne résout pas le problème des deux Chines (Taïwan et la RPC). Au début des années 1980, un compromis est trouvé et la RPC rejoint la famille olympique. Dès lors le sport connaît en Chine un engouement sans précédent.
Le pongiste Rong Guotuan remporte en 1959 la finale des championnats du monde de tennis de table, ce qui fait de lui le premier sportif chinois à obtenir un titre de champion du monde tout sport confondu. Le tennis de table devient le sport national et est valorisé par le gouvernement. Jusqu'alors dominé par les Occidentaux et les Japonais, la Chine domine largement ce sport à partir des années 1960, hormis une période plus difficile entre 1967 et 1981. Dans la plupart des autres disciplines la Chine reste éloignée des résultats des États-Unis et de l'Union soviétique notamment, en raison de structures d’encadrement des athlètes encore inadaptée et d'une vision hygiéniste de l'activité sportive, loin du culte de la performance.
Parmi les sports phares en Chine, on compte le tennis de table (乒乓 pīngpāng), le basket-ball (popularisé avec Yao Ming, premier basketteur chinois sélectionné à la NBA).
La sélection de Pékin comme ville organisatrice des Jeux olympiques d'été de 2008 a fait suite à de nombreux efforts de la part du gouvernement chinois dans ce sens, et a consacré l'accession du sport en Chine comme symbole fort d'identité culturelle.
En ce qui concerne les résultats sportifs, la Chine est actuellement la deuxième nation au monde, derrière les États-Unis.

## Jeux olympiques

### Jeux olympiques d'été

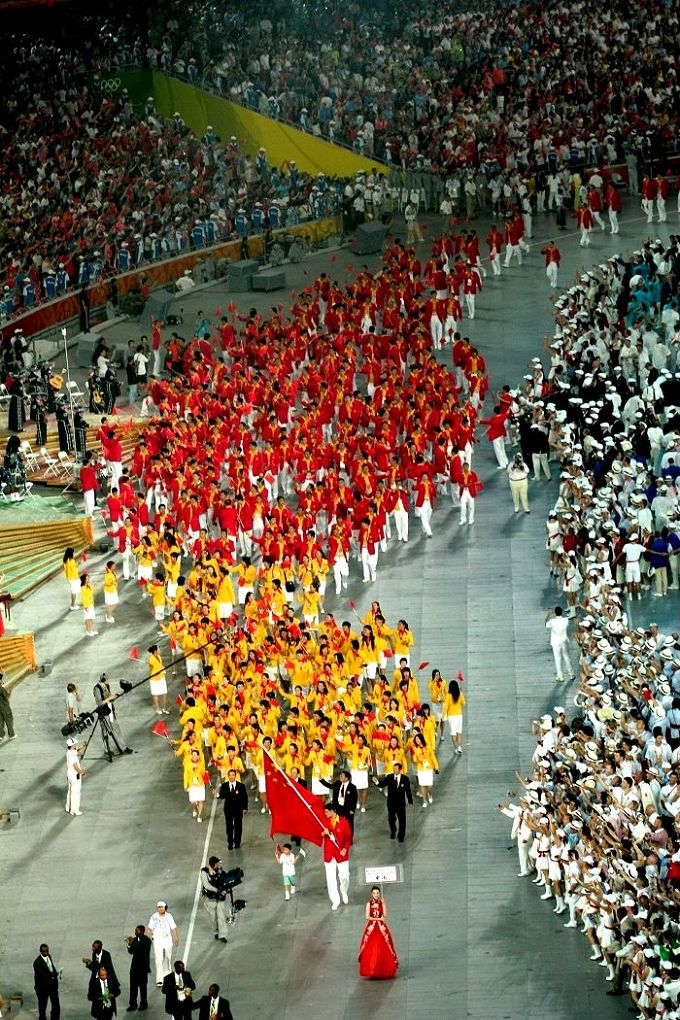
Délégation chinoise aux Jeux olympiques d'été de 2008 à Pékin. Avec 639 athlètes, c'est la plus grande délégation jamais envoyée dans l'histoire des Jeux olympiques.

C'est à Los Angeles que la Chine apparaît pour la première fois aux Jeux olympiques d'été et aux Jeux olympiques en général. La Chine avait alors envoyé un seul athlète. En 1936 une délégation de 36 athlètes participent aux Jeux de Berlin où les Chinois sont également invités à réaliser une démonstration de wushu.
Après son exil à Taïwan le gouvernement nationaliste fait transférer le comité national olympique vers Taipeh, pour des raisons politiques, la république populaire de Chine ne participe pas aux Jeux d'été jusqu'en 1984 à Los Angeles où elle remporte ses premières médailles, avec une délégation de 216 athlètes. La Chine finit par ailleurs à la quatrième position au classement des nations avec 15 médailles d'or (32 au total).
Aux Jeux de Séoul en 1988, la Chine termine seulement à la onzième place du classement avec 5 médailles d'or. Il est alors décidé de mettre en place un véritable système d'entraînement destiné à améliorer les résultats de la Chine aux Jeux olympiques et dans les autres évènements sportifs.
En 1992 puis en 1996, la Chine finit de nouveau à la quatrième place des nations, avec à chaque fois 16 médailles d'or.
À Sydney en 2000, elle se hisse à la troisième place du classement derrière les États-Unis et la Russie avec 28 médailles d'or.
À Athènes, la Chine franchit un nouveau palier en terminant pour la première fois en seconde position, derrière les États-Unis, avec 32 médailles d'or. Cependant, au nombre total de médailles, elle reste encore loin de la Russie et des États-Unis (63 contre respectivement 92 et 102 médailles).
À Pékin en 2008, avec 51 médailles d'or, la Chine détrône les États-Unis en finissant pour la première fois au sommet du classement mondial. De plus, elle franchit le cap symbolique des 100 médailles, n'étant plus qu'à 10 longueurs des États-Unis (110 médailles au total). La Chine s'impose ainsi comme une nouvelle superpuissance sportive, aux côtés des États-Unis et de la Russie. Cependant, ses résultats en athlétisme et dans une moindre mesure en natation restent encore faibles.
Les États-Unis ont usé de leur influence afin de repousser le plus longtemps possible l'organisation de JO sur le territoire chinois. L’administration Clinton avait réussi en 1992 à repousser la candidature de la Chine.

### Jeux olympiques d'hiver
La Chine apparaît pour la première fois aux Jeux olympiques d'hiver en 1980 à Lake Placid. Elle n'y remporte pas de médailles, de même qu'en 1984 et 1988.
Il faut attendre 1992 pour voir la Chine remporter ses premières médailles aux Jeux d'hiver (trois en argent). En 1994 et en 1998, la Chine remporte respectivement 3 et 8 médailles, mais aucune en or.
C'est à Salt Lake City en 2002 que la Chine remporte sa première médaille d'or aux Jeux d'hiver (2 au total), ce qui lui permet de pointer à la 13e place du classement.
À Turin en 2006, malgré un nombre encore faible de médailles d'or (2), la Chine remporte pour la première fois des médailles sur neige, en ski acrobatique, et bat son record total de médailles avec 11 unités.

## Autres résultats sportifs
À noter aussi une grande réussite des Chinoises et Chinois en gymnastique et en tennis de table (ils ont gagné toutes les épreuves, toutes catégories confondues, du Championnat du Monde de Tennis de table en 1999, 2001, 2005 et 2009), ainsi qu'en natation et en plongeon. Ils mènent notamment en badminton où les championnats du monde ont été remportés plusieurs fois par des chinois ou chinoises.

## Compétitions sportives accueillies par la Chine
- les Jeux olympiques d'été en 2008,
- les Jeux asiatiques d'été et d'hiver en 1990 et 2010 (été), 1996 et 2007 (hiver) et 2007 (en salle),
- les Universiades d'été et d'hiver en 2001 et 2011 (été) et 2009 (hiver),
- le Grand Prix de Chine depuis 2004,
- la Coupe d'Asie des nations de football en 2004,
- le Masters de tennis de Shanghai depuis 2005,
- les Championnats du monde de natation à Shanghai, en 2011.